# Енок Сабумукама
Енок Сабумукама (кір. Enock Sabumukama, нар. 4 вересня 1994) — бурундійський футболіст, півзахисник замбійського клубу «ЗЕСКО Юнайтед» і національної збірної Бурунді.

## Клубна кар'єра
У дорослому футболі дебютував 2012 року виступами за команду «Ле Мессажер», в якій провів п'ять сезонів. 
2017 року став гравцем замбійського «ЗЕСКО Юнайтед». 

## Виступи за збірну
2014 року дебютував в офіційних матчах у складі національної збірної Бурунді.
У складі збірної був учасником першого в її історії великого міжнародного турніру — Кубка африканських націй 2019 року в Єгипті, де виходив на поле в одній грі групового етапу.